# 孫士逵
孫士逵，浙江會稽人，清朝政治人物。監生出身。
光緒元年，接替潘树辰。署任江蘇荆溪縣知縣。后由陆冠瀛接任。